# خفاش زبان‌دراز شهدخوار
خفاش زبان‌دراز شهدخوار (نام علمی: Macroglossus minimus) نام یک گونه از سرده خفاش‌های زبان‌دراز است. این گونه خفاش از خانواده خفاش‌های میوه خوار است. حداکثر اندازه این گونه ۶۰–۸۵ میلی‌متر است. این گونه با موهای بلند به رنگ سرخ تا قهوه‌ای پررنگ و همچنین با بال‌هایی نسبتاً دراز مشاهده می‌شود.

## پراکندگی
پراکندگی جغرافیایی این گونه خفاش به قرار زیر است:
تایلند، شبه جزیره مالزی، جنوب فیلیپین، جاوه، بورنئو، گینه نو، جزایر سلیمان، و شمال استرالیا است. اینگونه اغلب از شهد گیاهان مختلف، گرده با قسمت‌هایی از گیاه کرنا و گل‌های درخت موز تغذیه می‌کند.